# Robert Médus
 (janvier 2021).
Si vous disposez d'ouvrages ou d'articles de référence ou si vous connaissez des sites web de qualité traitant du thème abordé ici, merci de compléter l'article en donnant les références utiles à sa vérifiabilité et en les liant à la section « Notes et références ».
Pas d'image ? Cliquez ici

a Compétitions nationales et continentales officielles uniquement.

b Matchs officiels uniquement.
Robert Médus, né le 12 avril 1929 à Carcassonne et mort le 16 juillet 1994 à Peyrestortes, est un joueur de rugby à XV et de rugby à XIII.
Il effectue une première partie de carrière en rugby à XV dans le club de Mazamet avec Lucien Mias. En 1955, il change de code et opte pour le rugby à XIII avec succès. Il joue pour le XIII Catalan et y remporte le Championnat de France en 1957. Il signe ensuite pour Carcassonne et y remporte un nouveau trophée avec la Coupe de France en 1961. Fort de ses performances en club, il est sélectionné à cinq reprises en équipe de France entre 1956 et 1957 et dispute la Coupe du monde 1957.

## Biographie
Il est sélectionné en équipe de France pour la Coupe du monde 1957 avec ses coéquipiers Henri Delhoste et Francis Lévy.

## Palmarès

### Rugby à XIII
- Collectif :
  - Vainqueur du Championnat de France : 1957 (XIII Catalan).
  - Finaliste de la Coupe de France : 1957 (XIII Catalan)[3] et 1961 (Carcassonne)[4].